# Franziska Boas
Franziska Boas (New York, 8 gennaio 1902 – Sandisfield, 22 dicembre 1988) è stata una ballerina statunitense.

## Biografia
Nata a New York, Franziska Boas era la minore dei sei figli degli antropologi Marie Krackowizer e Franz Boas. Durante gli studi di zoologia e chimica al Barnard College, dove conseguì la laurea nel 1923, cominciò ad integrare la danza nei suoi studi grazie a maestri quali Bird Larson e Mary Wigman. 
Nel 1933 fondò la Boas School of Dance, rimasta attiva fino al 1949, che si affermò come una delle prime scuole di danza interrazziali a Manhattan; nota per l'insegnamento della danza creativa e dell'improvvisazione, la scuola annoverò tra i suoi studenti anche Merce Cunningham e John Cage. Tra il 1945 e il 1946 collaborò con Katherine Dunham alla direzione della scuola, ma la partnership tra le due danzatrice ebbe breve durata.
Nota per l'utilizzo della danza come strumento di attivismo sociale e contro il razzismo, Boas fu una pioniera della danzaterapia: tra il 1939 e il 1943 fece volontariato al Bellevue Hospital Center, dove collaborò con Lauretta Bender nell'impiego della danza per il trattamento della schizofrenia e altre malattie mentali. Avrebbe poi pubblicato nel 1944 le sue esperienze e osservazioni nella monografia The Function of Dance in Human Society.
A lungo affetta da malattia di Alzheimer, morì a Sandisfield nel 1988 all'età di 86 anni.